# 3912 Troja
För andra betydelser, se Troja (olika betydelser).
3912 Troja eller 1988 SG är en asteroid i huvudbältet som upptäcktes den 16 september 1988 av den belgiske astronomen Eric W. Elst vid Haute-Provence-observatoriet. Den är uppkallad efter staden Troja.
Asteroiden har en diameter på ungefär 5 kilometer.